# 262 Valda
A 262 Valda a Naprendszer kisbolygóövében található aszteroida. Johann Palisa fedezte fel 1886. november 3-án.